# Gyarados
Gyarados (Japans: ギャラドス Gyaradosu) is een Water/Vlieg-type Pokémon uit de Pokémon-franchise van Nintendo, Game Freak en Creatures Inc. De Pokémon werd geïntroduceerd in de eerste generatie van de spellen en is de evolutie van Magikarp. Gyarados is bekend om zijn woeste aard, indrukwekkende verschijning en sterke aanvalskracht. Het ontwerp en de betekenis van Gyarados zijn geïnspireerd op Oost-Aziatische mythologie, waarin een karper verandert in een draak. 

## Uiterlijk en ontwerp
Gyarados heeft een lang, slangachtig lichaam met blauwe schubben, een gele buikzijde, en scherpe vinnen op zijn rug en zijkanten. Zijn gezicht heeft een angstaanjagende uitdrukking met grote kaken en scherpe tanden.  Het ontwerp is gebaseerd op een zee- of hemeldraak, en verwijst naar de legende waarin een karper een waterval opzwemt en verandert in een draak, een symboliek die terug te vinden is in zijn evolutie vanuit de zwakke Magikarp. 

### Gedrag en kenmerken
Gyarados staat bekend als extreem agressief en destructief. Volgens de Pokédex kan hij in woede complete steden vernietigen. De overgang van de nutteloze Magikarp naar de krachtige en angstaanjagende Gyarados wordt vaak gezien als een metafoor voor verborgen potentieel. 
Gyarados is een Water/Vlieg-type, wat opmerkelijk is gezien zijn draakachtige uiterlijk. In latere generaties kreeg Gyarados toegang tot een Mega-evolutie, waarbij het tijdelijk verandert in een Water/Donker-type met verhoogde statistieken. 

#### Evolutie
Gyarados is de evolutie van Magikarp. De evolutie vindt plaats vanaf level 20. 
- Magikarp (#129) → Gyarados (#130)
- In generatie VI en later kan Gyarados Mega-evolueren tot Mega Gyarados als het een Gyaradosite vasthoudt.

De evolutie van Magikarp naar Gyarados is een van de bekendste en meest dramatische transformaties binnen de Pokémon-serie.

## Verschijningen in de spellen
Gyarados is aanwezig in vrijwel alle hoofdseriespellen en wordt vaak geassocieerd met kracht en vernietiging. Een van de bekendste verschijningen is de Rode Gyarados in Pokémon Gold, Silver, en hun remakes HeartGold en SoulSilver. Deze Shiny Gyarados verschijnt in het Lake of Rage en is een vast onderdeel van het verhaal. 
Gyarados is een populaire keuze in gevechten vanwege zijn hoge aanval, degelijke snelheid en toegang tot krachtige aanvallen zoals Waterfall, Earthquake, Crunch en Dragon Dance.  Ook in spin-offgames zoals Pokémon Snap, Pokémon GO, Pokémon Mystery Dungeon en Magikarp Jump speelt Gyarados een rol, meestal als indrukwekkende of intimiderende tegenstander. 

## Naam en etymologie
- Engelse naam: Gyarados is een gefantaseerde naam die waarschijnlijk geïnspireerd is op Japanse termen als "gyaku" (omkeren) en "arashi" (storm), of het Griekse "hydra", wat slaat op het slangachtige uiterlijk.
- Japanse naam: ギャラドス Gyaradosu — een overname van de Engelse naam in Katakana.
- In Nederlandse vertalingen wordt meestal de internationale naam Gyarados gebruikt.